# گراهام برت
گراهام برت (انگلیسی: Graham Barrett؛ زادهٔ ۶ اکتبر ۱۹۸۱) بازیکن فوتبال اهل ایرلند است.
از باشگاه‌هایی که در آن بازی کرده‌است می‌توان به باشگاه فوتبال کولچستر یونایتد، باشگاه فوتبال برایتون اند هوو آلبیون، باشگاه فوتبال آرسنال، باشگاه فوتبال شفیلد ونزدی، باشگاه فوتبال بریستول راورز، باشگاه فوتبال کرو آلکساندرا، باشگاه فوتبال شامروک روورز، باشگاه فوتبال کاونتری سیتی و باشگاه فوتبال فالکیرک اشاره کرد.
وی همچنین در تیم‌های ملی فوتبال زیر ۱۸ و ۲۱ سال ایرلند بازی کرده‌است.